# Leslie Thomas
Leslie Thomas, född 22 mars 1931 i Newport, död 6 maj 2014 nära Salisbury, Wiltshire, var en brittisk (walesisk) författare. Han skrev bland annat kriminallitteratur.